# Maxïmo Park
Максимо парк (енгл. Maxïmo Park) је британски инди рок бенд настао 2000. године.

## Историја
Група Максимо парк је формирана у Тајн и Вијару 2000. године, а име су узели од Максимо Гомез парка, стецишта кубанских револуционара у Хавани. У почетку, четири оснивачка члана су свирали само на неколико места, а Арчис Тику је био вокал и често је мењао инструменте. На ивици распада, одлучили су да потраже некога који ће фокусирати групу и на сцени и у текстовима. Певача Пола Смита је открила тадашња девојка бубњара Тома Инглиша у пабу док је певао уз песму "Superstition" Стивија Вондера.
Око марта 2004. године, један пријатељ је обезбедио средства за 300 копија 7" црвеног винил сингла за песму "Graffiti" и касније је издао плочу једне од њихових песама ("The Coast Is Always Changing"/"The Night I Lost My Head") коју су снимили у својој кући у Фенаму. После одређеног времена током којег су наступали на свиркама у свом родном граду, Стив Бекет из денс-електронске продукцијске куће Warp Records набавио је једну од ових плоча и одлучио да потпише уговор са Максимо парком.
Године 2005, брзо су постали популарни у инди свету са својим деби албумом, A Certain Trigger, који је продуцирао Пол Епворт (Babyshambles, Bloc Party) . Неки критичари су га похвалили као један од најбољих издања те године, што је довело до повећања броја посвећених фанова у Великој Британији. Успех албума појачао је и низ великих турнеја, као и наступање са групом Кајзер чифс на  турнеји. Јула 2005. године, њихов први албум номинован је за Меркури награду. 
Бенд је свирао на фестивалу у Гластонберију и на Брикстон академији , концерту који је распродат за десет минута, и били су један од главних бендова на NME Awards турнеји почетком 2006. године. Такође су допринели једном песмом War Child компилацији .
У августу 2006. године, бенд је најавио да су почели да раде на свом следећем албуму. Албум је продуцирао Гил Нортон и снимљен је у Лондону. 22. јануара 2007. године, бенд је најавио да ће њихов други албум, Our Earthly Pleasures, бити издат 2. априла 2007. године и да ће му претходити издање главног сингла са албума, "Our Velocity", 19. марта 2007. 30. јануара 2007. бенд је објавио детаље о својој "Our Earthly Pleasures" турнеји. Карте за већину догађаја су распродате неколико минута по њиховом издању 2. фебруара.
Пол Смит је у Гардијану открио да је у скорије време писао доста материјала базираног на читуљама и споменуо је могућност компилације песама заснованих на биографском садржају.

## Чланови
- Том Инглиш – бубњеви
- Данкан Лојд – гитара
- Пол Смит – вокал
- Арчис Тику – бас
- Лукас Вулер – клавијатуре

## Дискографија

### Албуми
- (16. мај 2005) #15 ВБ
- (9. јануар 2006)
- (2. април 2007) #2 ВБ
- (11. мај 2009)
- (11. јун 2012)

### Синглови
Позиције на листама су за Велику Британију.
- "The Coast Is Always Changing"/"The Night I Lost My Head" (2004) 63
- "Apply Some Pressure" (21. фебруар 2005) 20
- "Graffiti" (2. мај 2005) 15
- "Going Missing" (18. јул 2005) 20
- "Apply Some Pressure" (Re-release) (24. октобар 2005) 17
- "I Want You to Stay" (20. фебруар 2006) 21
- "Our Velocity" (19. март 2007) 9
- "Books From Boxes" (11. јун 2007) 16
- "Girls Who Play Guitars" (20. август 2007) 33, 2 (инди)
- "Karaoke Plays"
- "Wraithlike"
- "The Kids Are Sick Again"
- "Questing, Not Coasting"
- "Hips And Lips"
- "Write This Down"

### DVD
- (5. јун 2006), који долази са додатним BBC Sessions компакт-диском који садржи неке претходно необјављене песме.

### Компилације и саундтракови
- Њихова песма  појавила се на албуму War Child, Help - a Day in the Life 2005. године.
- Њихова песма "Apply Some Pressure" се појавила у видео-играма Burnout Revenge, SSX On Tour и SingStar Rocks!.
- Њихова песма  појавила се као инструментал у филму

### Интервјуи
- Интервју са Александром Лоренсом (The Portable Infinite 2006)
- : 15 песама које су изабрали чланови Максимо парка и интервју
- Видео интервју са Максимо парком, јун 2007.
- Видео интервју са Полом из Максимо парка

## Галерија
- Бенд током концерта 2005. године
- Пол Смит, током концерта Максимо парка у Келну
- Лукас Вулер 2009. године током концерта Максимо парка на Гластонбери фестивалу
- Максимо парк у Тилбургу, Холандија